# Verificat
Verificat es una asociación que se dedica a la verificación de hechos o fact-checking y a la educación mediática e informativa creada el abril del 2019 para combatir la desinformación en Cataluña. El proyecto se creó como independiente y sin ánimo de lucro inspirado con las plataformas de la International Fact-Checking Network.
Iniciaron el proyecto antes de la campaña electoral de las elecciones municipales de Barcelona 6 personas: los actuales directores Alba Tobella y Lorenzo Marini, y las periodistas Roser Toll, Carola Solé, Carina Bellver i Eli Vivas. Desde 2020, Verificat forma parte de la International Fact Checking Network como firmante de su Código de Principios. Desde 2021, son miembros de IBERIFIER, un proyecto promovido por la Unión Europea para un observatorio de medios digitales y desinformación en España y Portugal.
Además del fact-checking político y científico, Verificat se dedica a la educación para el consumo crítico de la información. El programa formativo para adolescentes Desfake, que ofrece recursos formativos para ayudar el profesorado a llevar la alfabetización mediática a las aulas, empezó en el año 2020.